# Ligue non partisane

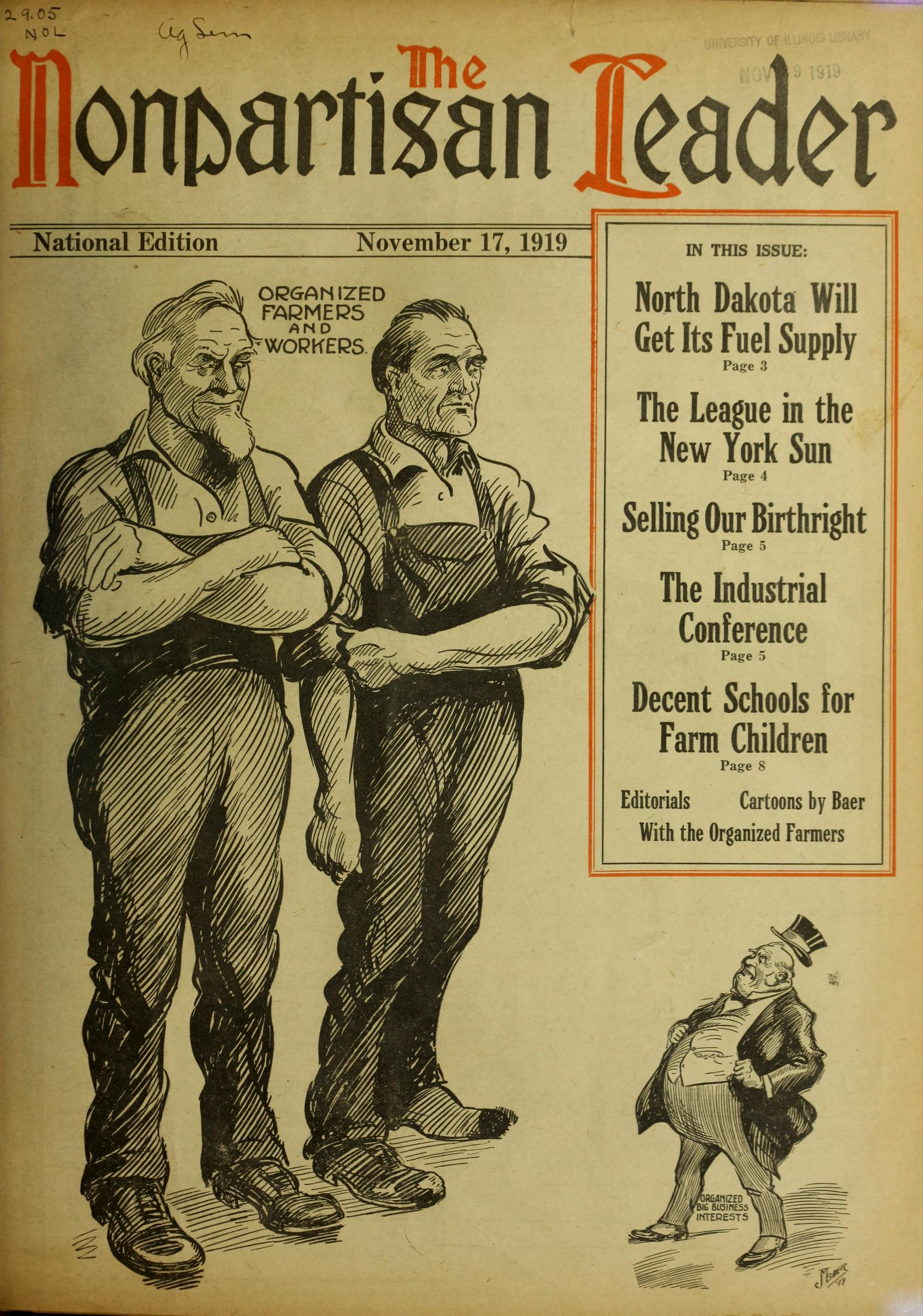

La Ligue non partisane (Nonpartisan League ou NPL) est un mouvement fondé par des fermiers du Dakota du Nord, qui obtint des succès électoraux en profitant d'une vague de populisme au début du XXe siècle, et qui s'est ensuite étendue à d'autres régions des États-Unis et du Canada, dans le sillage de la colère contre les grandes sociétés dans les milieux céraliers.

## Histoire
La Ligue non partisane est menée par deux jeunes amis fermiers, inconnus jusque-là, Fred Wood et Arthur Charles Townley, le second ayant une expérience au Parti socialiste américain. S'inspirant du  mouvement des « grangers » créé en 1867 contre les grands intermédiaires, dans l'Illinois ou le Wisconsin, à une époque où le Dakota n'existait pas encore, elle espère remplacer le système des partis par une forme de démocratie directe et réunit des producteurs de blé inquiets de la baisse des cours et de la minceur de leurs marges, réclamant une stricte réglementation des chemins de fer et des banques, et la création d'agences de crédit agricole. 
À l'époque, Alexander McKenzie, principal homme politique du Dakota, vit au Minnesota, où sont situées les banques et les grandes sociétés de minoterie ou de chemin de fer qui s'enrichissant par le blé cultivé dans les petites fermes du Dakota voisin.
La Ligue non partisane devient une force politique après sa victoire aux élections de 1916, un autre fermier peu connu, Lynn Frazier, est élu gouverneur du Dakota du Nord avec 79 % des voix, tandis que John Miller Baer (en), un agronome devenu dessinateur de presse, est élu à la Chambre des représentants des États-Unis. 
Le prestige et la rhétorique de la Ligue non partisane se propagent à l'Ouest du Canada, dans les grandes prairies, où les agriculteurs deviennent de plus en plus conscients de leur force sociale, ainsi que dans d'autres États américains. À son apogée, elle compte 200 000 membres dans vingt États. 
Dans le Dakota du Nord, ses succès amenèrent des réformes économiques et sociales, comme l'interdiction des tarifs discriminatoires par les compagnies ferroviaires, la création d'une Banque du Dakota et d'une société appartenant à l'État du Dakota du Nord, la North Dakota Mill and Elevator. Située dans la ville de Grand Forks, cette dernière exploite le plus grand moulin à farine des États-Unis, doublé d'un silo élévateur à grains et de machines permettant un traitement de la farine pour fabriquer plus rapidement du pain et des pancakes,. Autre bâtiment important de l'État, le capitole du Dakota du Nord à Bismarck, fut détruit par un incendie le 28 décembre 1930 et fut remplacé par un gratte-ciel de style Art déco qui existe toujours aujourd'hui.
La NPL se heurte ensuite à la critique de l'Independent Voters Association (en), qui regroupait ses opposants, et à des défections dans ses propres rangs, au sommet, comme celles du procureur général d'État William Langer, du secrétaire d'État Thomas Hall, et de l'auditeur de l'État Carl Kozitsky.
Son ascension a inspiré le film Northern Lights. Caméra d'or au festival de Cannes, cette œuvre raconte l'histoire romancée d'un fermier d'origine suédoise, Ray Sorenson, qui décide d'organiser une Ligue populiste non partisane en réponse à la saisie d'une banque.